# Vladislav Khodassevitch
Vladislav Félitsianovitch Khodassevitch (en russe Владисла́в Фелициа́нович Ходасе́вич), né le 16 mai 1886 (28 mai dans le calendrier grégorien) à Moscou et mort le 14 juin 1939 à Paris, est un poète russe de l'après-symbolisme.

## Biographie
Petit-fils d'un émigré polonais, il fait des études classiques à l'Université de Moscou et débute comme poète en 1905. Il rencontre Nina Berberova à Saint-Pétersbourg en 1921 et émigre avec elle en 1922 à Berlin, puis à Prague en 1923 avant de s'installer à Paris. Ils se séparent en 1932.
Auteur très écouté de nombreux articles de critique littéraire (il était le critique littéraire du journal Возрождение (Renaissance), édité à Paris), d'une monographie sur Derjavine, des études sur Pouchkine et de précieux souvenirs sur ses contemporains : Nécropole, 1938. Il est reconnu par les plus grands, en particulier par Nabokov qui traduisit trois de ses poèmes, mais demeure peu connu du grand public.
Sa tombe se trouve au nouveau cimetière de Boulogne-Billancourt (Cimetière Pierre-Grenier).

## Œuvres
- Jeunesse (Молодость, 1908)
- Une petite maison heureuse (Счастливый домик, 1914)
- Une anthologie de la poésie juive (Из еврейских поэтов, 1918)
- Tel le grain (Путём зерна, 1921)
- Une lyre lourde (Тяжёлая лира, 1922)
- Une nuit européenne (Европейская ночь, 1927)
- Recueil de poésies (Собрание стихов, 1927, Paris, 26 poèmes écrits entre 1922 et 1926)
- Derjavine (Державин, 1931)
- À propos de Pouchkine (О Пушкине, 1937)
- Nécropole (Некрополь, 1938)

### Œuvres traduites en français
- Nécropole, mémoires, traduction par Sophie Kajdan et Anne-Marie Susini, préface de Nina Berberova, Actes Sud, 1991  (ISBN 2868697402)
- Poésie, anthologie bilingue, traduit, annoté et préfacé par Henri Abril, éditions Circé, 2016  (ISBN 978-2-84242-401-5)
- Le Couloir Blanc : souvenirs autobiographiques : de la naissance à l'exil, 2016, éditions Interférences  (ISBN 978-2-909589-33-6) dont la traduction par Fanchon Deligne a remporté le Prix Russophonie 2017